# Гойн, Карл
Карл Гойн (или Хойн, нем. Karl Heun, 3 апреля 1859, Висбаден, Германия — 10 января 1929, Карлсруэ, Германия) — немецкий математик, известный своими работами по теории дифференциальных уравнений, специальных функций и численных методов. В его честь названо уравнение Гойна, решением которого является функция Гойна, а также метод Гойна для численного решения обыкновенных дифференциальных уравнений.

## Биография
Карл Гойн родился 3 апреля 1859 года в Висбадене. В 1878 году, после окончания школы, он начал изучать математику и философию в Гёттингенском университете. С апреля по октябрь 1880 года он продолжал свои занятия математикой в Галле под руководством Эдуарда Гейне.
После этого Гойн возвратился в Гёттинген и начал работу над своей диссертацией. Его научным руководителем был Эрнст Шеринг, а его диссертационная работа 1881 года называлась «Сферические функции и функции Ламе как определители» (нем. Die Kugelfunctionen und Laméschen Functionen als Determinanten).
После получения докторской степени Гойн преподавал в зимней сельскохозяйственной школе в Велау в Восточной Пруссии (ныне посёлок Знаменск Калининградской области). В 1883—1885 годах он преподавал в школе в Аппингеме в Англии, а в 1885—1886 годах продолжил своё обучение в Лондоне.
В июле 1886 года в Мюнхене Гойн получил степень хабилитированного доктора, представив работу «О линейных дифференциальных уравнениях второго порядка, решения которых связаны через алгоритм цепных дробей» (нем. Über lineare Differentialgleichungen zweiter Ordnung, deren Lösungen durch den Kettenbruchalgorithmus verknüpft sind).
В 1886—1889 годах Гойн преподавал математику в Мюнхенском университете. В этот период он также выпустил научную работу «К теории римановых функций второго порядка с четырьмя точками ветвления».
В 1890—1902 годах Гойн преподавал в Берлине. В 1900 году он получил звание профессора, а в 1902 году принял предложение стать заведующим кафедрой технической механики в Высшей технической школе в Карлсруэ (ныне — Технологический институт Карлсруэ). Там он и работал до выхода на пенсию в 1922 году.

## Научная деятельность
В честь Карла Гойна названо уравнение Гойна — линейное дифференциальное уравнение второго порядка с четырьмя особыми точками {\displaystyle z=0,1,a} и {\displaystyle \infty }, которое имеет следующий вид:
{\displaystyle {\frac {{\rm {d}}^{2}f}{{\rm {d}}z^{2}}}+\left[{\frac {\gamma }{z}}+{\frac {\delta }{z-1}}+{\frac {\varepsilon }{z-a}}\right]{\frac {{\rm {d}}f}{{\rm {d}}z}}+{\frac {\alpha \beta z-q}{z(z-1)(z-a)}}f=0},
где {\displaystyle \alpha +\beta -\gamma -\delta -\varepsilon +1=0}, a q — вспомогательный параметр.
Решение этого уравнения называется функцией Гойна.